# Christmas Wish (альбом Оливии Ньютон-Джон)
Christmas Wish — двадцать второй студийный и третий рождественский альбом австралийской певицы Оливии Ньютон-Джон, выпущенный 5 ноября 2007 года на лейблах ONJ Productions и EMI в Северной Америке и Warner Music в Австралии. На альбоме представлены как традиционные рождественские гимны и песни, так и новые специально написанные песни. Продюсером альбома выступила Эми Скай.

## Список композиций
Слова и музыка всех песен — народные, за исключением отмеченных.
| №                   | Название                                                   | Автор(ы)                                   | Длительность |
| ------------------- | ---------------------------------------------------------- | ------------------------------------------ | ------------ |
| 1.                  | «O Come All Ye Faithful»                                   |                                            | 4:53         |
| 2.                  | «Angels We Have Heard On High» (Interlude)                 |                                            | 1:13         |
| 3.                  | «Every Time It Snows» (совместно с Джоном Секадой)         | Оливия Ньютон-Джон, Эми Скай               | 3:52         |
| 4.                  | «Away In A Manger» (Interlude)                             |                                            | 1:12         |
| 5.                  | «We Three Kings»                                           |                                            | 4:46         |
| 6.                  | «The First Noel» (Interlude)                               |                                            | 1:10         |
| 7.                  | «A Mother’s Christmas Wish» (совместно с Джимом Брикманом) | Оливия Ньютон-Джон, Эми Скай               | 3:43         |
| 8.                  | «Jesu, Joy Of Man’s Desiring» (Interlude)                  |                                            | 1:22         |
| 9.                  | «Angels In The Snow»                                       | Эми Скай, Стивен Маккинон                  | 3:18         |
| 10.                 | «What Child Is This?» (Interlude)                          |                                            | 1:38         |
| 11.                 | «Silent Night» (совместно с Янн Арден)                     |                                            | 4:56         |
| 12.                 | «O Come, O Come Emmanuel» (Interlude)                      |                                            | 1:30         |
| 13.                 | «All Through The Night» (совместно с Майклом Макдональдом) |                                            | 3:29         |
| 14.                 | «The Little Drummer Boy» (Interlude)                       |                                            | 1:03         |
| 15.                 | «Underneath The Same Sky»                                  | Оливия Ньютон-Джон, Рэнди Гудрам, Эми Скай | 3:12         |
| 16.                 | «O Christmas Tree» (Interlude)                             |                                            | 1:33         |
| 17.                 | «Little Star Of Bethlehem»                                 | Оливия Ньютон-Джон, Стефан Моччо, Эми Скай | 4:41         |
| 18.                 | «Deck The Halls» (Interlude)                               |                                            | 0:57         |
| 19.                 | «Instrument Of Peace» (совместно с Марком Джорданом)       | Эми Скай, Марк Джордан, Стефан Моччо       | 4:13         |
| 20.                 | «We Wish You A Merry Christmas» (Interlude)                |                                            | 1:10         |
| 21.                 | «Christmas On My Radio»                                    | Оливия Ньютон-Джон, Эми Скай               | 3:53         |
| 22.                 | «A Gift Of Love» (совместно с Барри Манилоу)               | Барри Манилоу, Брюс Суссман                | 2:30         |
| Общая длительность: | Общая длительность:                                        | Общая длительность:                        | 61:13        |

| №   | Название                 | Длительность |
| --- | ------------------------ | ------------ |
| 23. | «In The Bleak Midwinter» | 5:13         |

## Чарты
| Чарт (2007)                        | Высшая позиция |
| ---------------------------------- | -------------- |
| США (Billboard 200)                | 187            |
| США (Billboard Independent Albums) | 21             |